# Nordsjöolja

Olje- och gasfält I Nordsjön

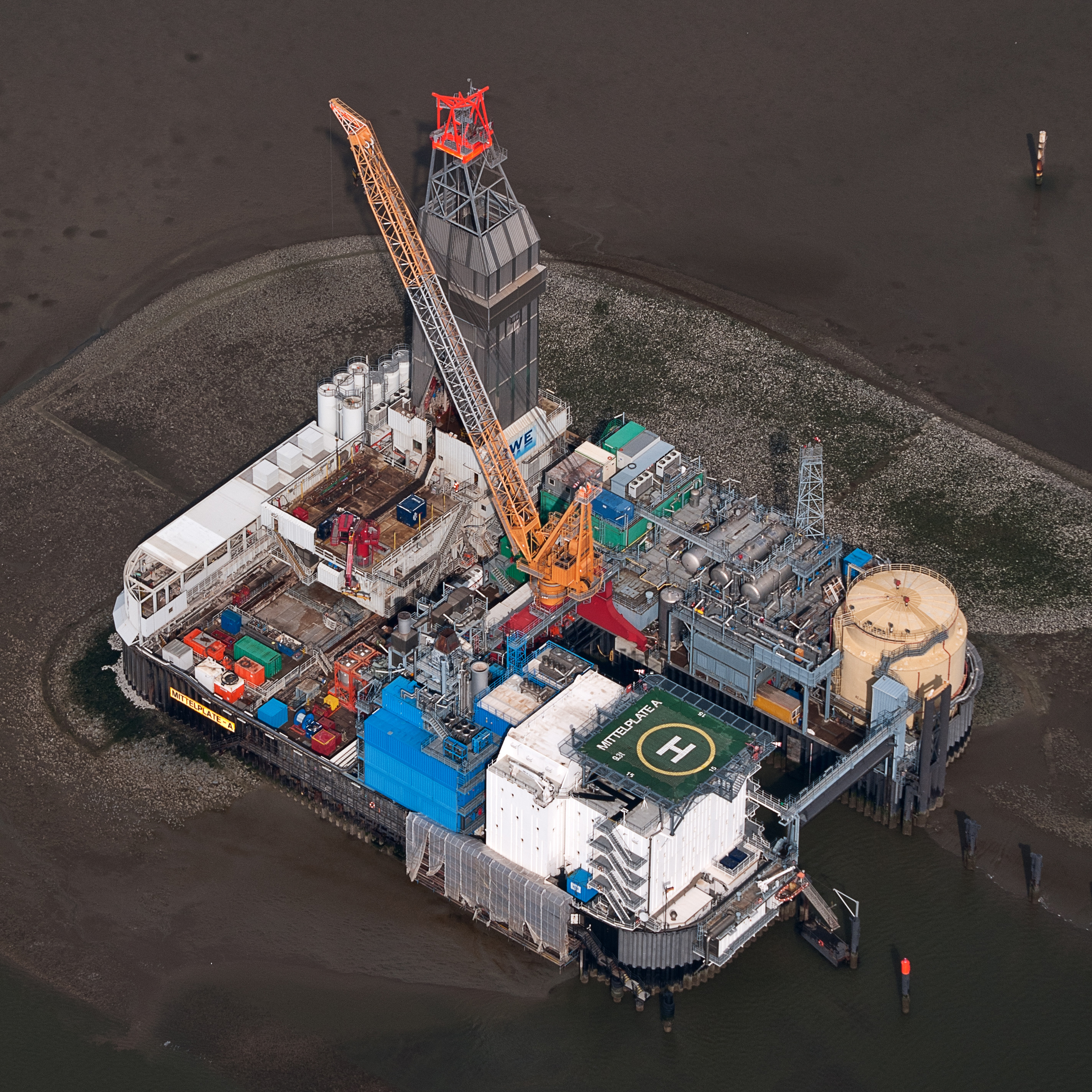
Mittelplate

Nordsjöolja är petroleum och naturgas från shelfen under Nordsjön. Nordsjöolja utvinns av Norge, Danmark, Tyskland, Nederländerna, Storbritannien och Färöarna.
Inom petroleumindustrin omfattar termen "Nordsjön" ofta områden som Norska havet och det område som kallas "väst om Shetland", "Atlantic Frontier" eller "Atlantic Margin" som inte är geografiskt en del av Nordsjön.
Brentolja används fortfarande idag som ett standardriktmärke för prissättning av olja, även om kontraktet nu avser en blandning av oljor från fält i norra Nordsjön.
Från 1960-talet till 2014 rapporterades det att 42 miljarder fat oljeekvivalenter (BOE) hade utvunnits ur Nordsjön sedan produktionen började. Eftersom det fortfarande (2014) finns uppskattningsvis 24 miljarder BOE potentiellt kvar i reservoaren (motsvarande cirka 35 års produktion), kommer Nordsjön att förbli en viktig petroleumreservoar i många år framöver. Detta är dock den övre delen av en rad uppskattningar från Sir Ian Wood (på uppdrag av den brittiska regeringen att genomföra en översyn av oljeindustrin i Storbritannien). Den nedre delen var 12 miljarder fat. Wood, upprörd över hur hans siffror användes, sa att den mest sannolika mängden att hitta skulle vara mellan 15 och 16 miljarder fat.

## Historik

### 1851-1963
Kommersiell utvinning av olja på stränderna av Nordsjön går tillbaka till 1851, när James Young extraherade olja från torbanit (myrkol eller oljeskiffer) utvunnen i Midland Valley i Skottland. Tvärs över havet i Tyskland hittades olja i Wietzefältet nära Hannover 1859, vilket ledde till upptäckten av ytterligare sjuttio fält, mestadels i reservoarer från lägre krita och jura, vilket sammanlagt producerade cirka 1 340 m3 (8 400 fat) per dygn.
Gas upptäcktes av en slump i en vattenbrunn nära Hamburg 1910, vilket ledde till mindre gasfyndigheter i Zechstein-dolomiterna på andra håll i Tyskland. I England upptäckte BP gas i liknande reservoarer i Eskdale-antiklinen 1938 och 1939 hittade de kommersiell olja i karbonberg vid Eakring i Nottinghamshire. Upptäckter på andra håll i East Midlands lyfte produktionen till 400 m3 (2 500 fat) per dygn och en andra våg av prospektering från 1953 till 1961 fann Gainsboroughfältet och tio mindre fält.
Nederländernas första oljeupptäckter gjordes i en borrdemonstration vid De Mient under 1938-års World Petroleum Congress i Haag. Efterföljande utforskning ledde till upptäckten 1943 av Exploratie Nederland, en del av Royal Dutch Shell-företaget Bataafsche Petroleum Maatschappij, av olja under den holländska byn Schoonebeek, nära den tyska gränsen. NAM hittade Nederländernas första gas i Zechstein-karbonberg vid Coevorden 1948. År 1952 sågs den första prospekteringsbrunnen i provinsen Groningen, Haren-1, som var den första som penetrerade den nedre permiska Rotliegendes-sandstenen som är huvudreservoaren för gasfälten i södra Nordsjön, även om den i Haren-1 endast innehöll vatten. Ten Boer-brunnen nådde inte måldjup av tekniska skäl, men färdigställdes som en mindre gasproducent från Zechstein-karbonaterna. Slochteren-1-brunnen hittade gasen i Rotliegendes 1959, även om den fulla omfattningen av det som blev känt som Groningen-gasfältet inte uppskattades förrän 1963 – den uppskattas då till ca (2,7x1012 m3 utvinningsbara gasreserver. Mindre upptäckter väster om Groningen följde.

### 1964-2023
Den brittiska kontinentalsockellagen trädde i kraft i maj 1964. Seismisk utforskning och den första brunnen följde senare samma år. Den och en andra brunn på Mid North Sea High var torra, eftersom Rotliegendes saknades, men BP:s Sea Gem-rigg gav gas i West Sole Field i september 1965. Firandet var kortlivat då Sea Gem sjönk, med förlusten av 13 liv, efter att en del av riggen kollapsade när den flyttades bort från upptäcktsbrunnen. Vikinggasfältet upptäcktes i december 1965 med Conoco/National Coal Board-brunnen 49/17-1 och fann den gasförande Permian Rotliegend Sandstone på ett djup av 2 756 m under havsbotten. Helikoptrar användes först för att transportera arbetare. Större gasfynd följde 1966 – Leman Bank, Indefatigable och Hewett – men 1968 hade företag tappat intresset för ytterligare utforskning av den brittiska sektorn, ett resultat av ett förbud mot gasexport och låga priser som erbjöds av den enda köparen, British Gas. West Sole kom igång i maj 1967. Licensbestämmelser för holländska vatten slutfördes inte förrän 1967.
Situationen förändrades i december 1969, när Phillips Petroleum upptäckte olja i krita av Danian ålder vid Ekofisk, i norska vatten i centrala Nordsjön. Samma månad upptäckte Amoco Montrose Field cirka 217 km öster om Aberdeen. Det ursprungliga syftet med brunnen hade varit att borra efter gas för att testa tanken att gasprovinsen i södra Nordsjön sträckte sig norrut. Amoco överraskades när det i brunnen upptäcktes olja. BP hade tilldelats flera licenser i området i den andra licensomgången sent 1965, men hade varit ovilliga att arbeta med dem. Upptäckten av Ekofisk fick dem att borra vad som visade sig vara ett torrt hål i maj 1970, följt av upptäckten av det gigantiska Forties Oil Field i oktober 1970. Året därpå upptäckte Shell Expro det gigantiska oljefältet Brent i norra Nordsjön öster om Shetland i Skottland och Petronord-gruppen upptäckte Frigg-gasfältet. Piper-oljefältet upptäcktes 1973 och Statfjordfältet och Ninianfältet 1974, med Ninian-reservoaren bestående av sandsten från mellersta jura på ett djup av 3 000 m under havet i ett "västligt lutat horstblock".
Offshoreproduktion, som den i Nordsjön, blev mer ekonomisk efter att oljekrisen 1973 fick världsoljepriset att fyrdubblas, följt av oljekrisen 1979, som orsakade ytterligare en tredubbling av oljepriset. Oljeproduktion startade från Argyll & Duncan Oilfields (nu Ardmore) i juni 1975 följt av Forties Oil Field i november samma år. Det inre Moray Firth Beatrice-fältet, en reservoar av sandsten/skiffer från jura 1 829 m djup i en "förkastningsbegränsad antiklinal fälla", upptäcktes 1976 med brunn 11/30-1, borrad av Mesa Petroleum Group (uppkallad efter T. Boone) Pickens fru Bea, "det enda oljefältet i Nordsjön uppkallat efter en kvinna") i 49 m vatten.

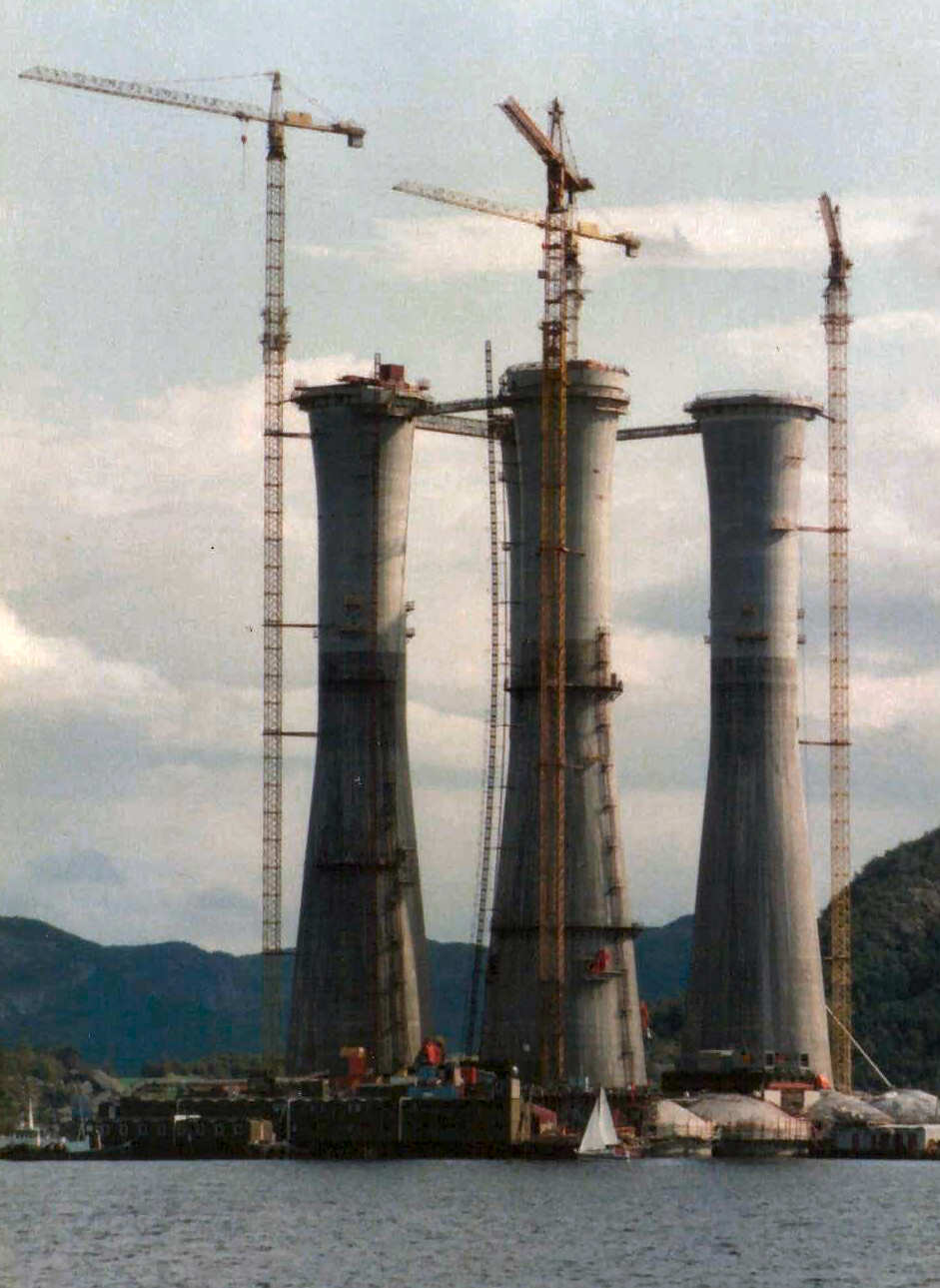
En "Statfjord" gravitationsbaserad struktur under uppbyggnad i Norge. Nästan hela strukturen var under vatten.

Blåsiga väderförhållanden i Nordsjön har gjort borrning särskilt farlig och krävt många liv. Förutsättningarna gör också utvinningen till en kostsam process. På 1980-talet översteg kostnaderna för att utveckla nya metoder och teknologier för att göra processen både effektiv och säker långt NASA:s budget för att landa en man på månen. Utforskningen av Nordsjön har kontinuerligt drivit på utvecklingen av tekniken för exploatering (i termer av vad som kan produceras) och senare tekniker för upptäckt och utvärdering (2-D-seismik, följt av 3-D och 4-D-seismik, sub-saltseismik, uppslukande visnings- och analyssviter och superdatorer för att hantera den flod av beräkningar som krävs).
Gullfaks oljefält upptäcktes 1978. Snorrefältet upptäcktes 1979 och producerade från Trias Lunde-formationen och Trias-Jurassic Statfjord-formationen, båda av fluvial sandsten i en lerstensmatris. Osebergoljefältet och Trollgasfältet upptäcktes också 1979. Millers oljefält upptäcktes 1983. Albafältet producerar från sandsten i den mellersta eocena Alba-formationen på 1 860 m under havet och upptäcktes 1984 i UKCS Block 16/26. Smørbukkfältet upptäcktes 1984 på 250–300 m under havsbotten och producerar från sandstensformationer från lägre till mellersta jura inom ett förkastningsblock. Gasfältet Snøhvit och oljefältet Draugen upptäcktes 1984. Oljefältet Heidrun upptäcktes 1985.
Det största brittiska fältet som upptäckts under de senaste tjugofem åren är Buzzard, också beläget utanför Skottland, som hittades i juni 2001 med produktionsbara reserver på nästan 64×106 m3 och en genomsnittlig produktion på 28 600 till 30 200 m3 per dygn.
Det största fältet som hittats sedan sekelskiftet på den norska delen av Nordsjön är oljefältet Johan Sverdrup, som upptäcktes 2010. Det är en av de största fynden som gjorts på den norska kontinentalsockeln. Fältets totala reserver uppskattas till 1,7 till 3,3 miljarder fat brutto utvinningsbar olja, och Johan Sverdrup förväntas producera 120 000 till 200 000 fat olja per dygn. Produktionen startade den 5 oktober 2019.
År 2015 var Nordsjön världens mest aktiva offshore-borregion, med 173 aktiva riggar som borrade. I maj 2016 var Nordsjöns olje- och gasindustri ekonomiskt påverkad av de sänkta oljepriserna och efterlyste statligt stöd.
Avstånden, antalet arbetsplatser och det hårda vädret i Nordsjöområdet på 750 000 kvadratkilometer kräver världens största flotta av för tunga IFR-helikoptrar, några speciellt utvecklade för Nordsjön. De transporterar cirka två miljoner passagerare per år från sexton landbaser, varav Aberdeen Airport är världens mest trafikerade, med 500 000 passagerare per år.

## Licensiering

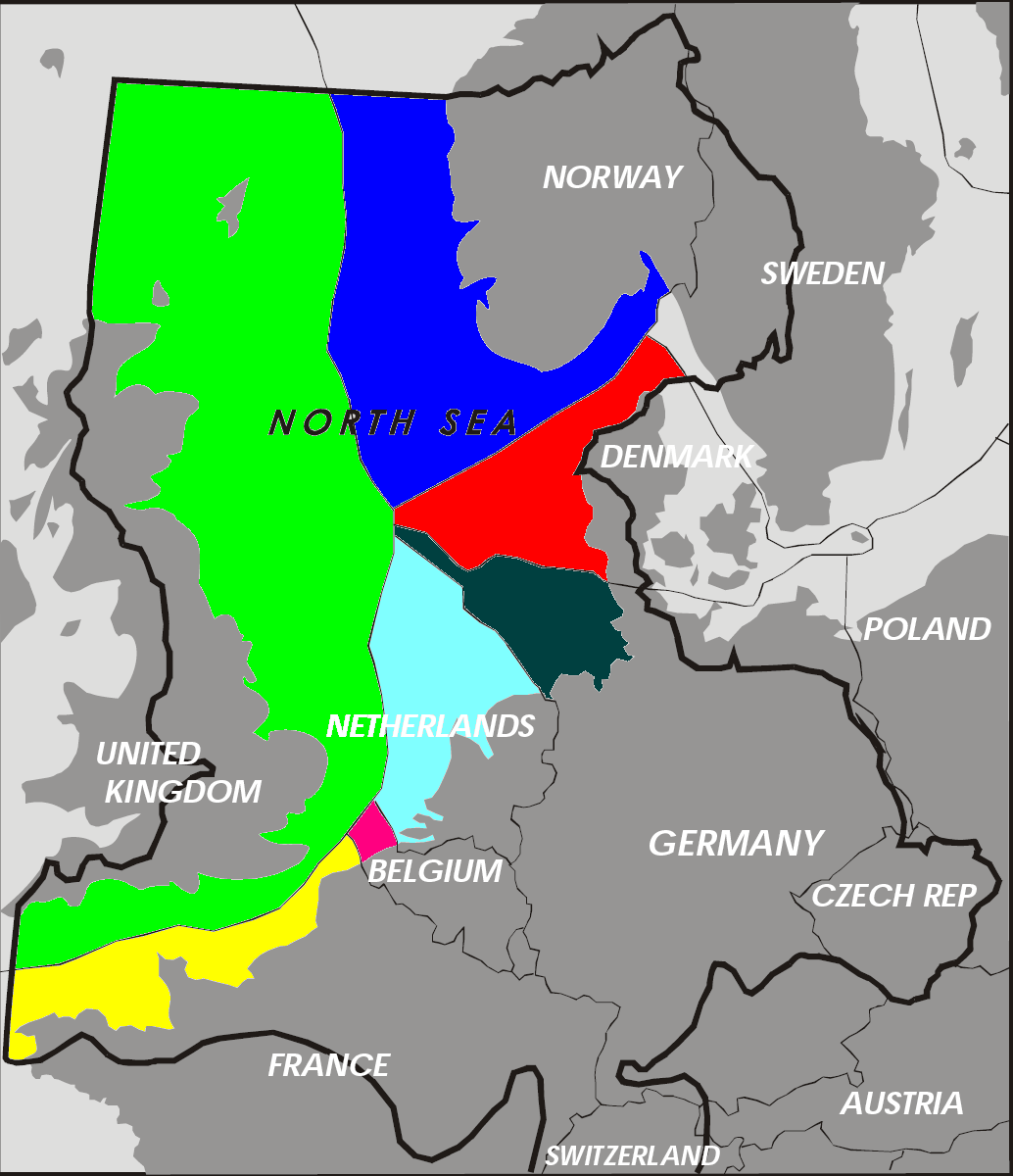
De exclusiva ekonomiska zonerna i Nordsjön.

Efter 1958 års konvention om kontinentalsockeln och efter vissa tvister om rätten till naturresursexploatering ratificerades de nationella gränserna för de exklusiva ekonomiska zonerna. Fem länder är involverade i oljeproduktion i Nordsjön. Alla har skatte- och royaltylicenser. De respektive sektorerna är uppdelade efter medianlinjer som man kom överens om i slutet av 1960-talet.

## Koldioxidbindning
I Nordsjön avlägsnar den norska naturgasplattformen Equinor Sleipner koldioxid ur naturgasen med aminlösningsmedel och gör sig av med denna koldioxid genom geologisk lagring ("kolbindning") samtidigt som gasproduktionstrycket hålls uppe. Sleipner minskar utsläppen av koldioxid med cirka en miljon ton per år, vilket är ungefär 0,1 promille av de globala utsläppen. Kostnaden för geologisk lagring är liten i förhållande till de totala driftskostnaderna.